# Benedetta Orsi
Benedetta Orsi (Sassuolo, 25 febbraio 2000) è una calciatrice italiana, difensore della Fiorentina e della nazionale italiana.

## Carriera

### Club
Benedetta Orsi si appassiona allo sport fin da giovanissima, praticando inizialmente il tennis, specialità che è costretta ad accantonare nel 2012 causa la rimozione di un tumore benigno alla spalla e che influisce negativamente nel completo recupero dopo l'intervento. Dopo aver iniziato a giocare a calcio con gli amici, decise di abbandonare il tennis per il calcio, iniziando con la squadra parrocchiale nella quale giocavano già una decina di ragazze. In occasione di una partita contro una formazione giovanile della Reggiana, i dirigenti di quest'ultima la chiamarono per disputare un torneo con la maglia granata, trovando poi un accordo per il suo trasferimento con la società di Reggio Emilia dalla stagione 2014-2015.
Orsi fece il suo esordio in Serie B con la Reggiana all'età di 14 anni. Giocò con la Reggiana per tre stagioni, culminate con la promozione in Serie A grazie al primo posto nel girone B di Serie B, conquistato coi colori neroverdi della US Sassuolo che era subentrata nella dirigenza della società. Per la stagione 2017-2018 Orsi venne mandata in prestito all'Empoli, neopromosso in Serie A. Nella stagione all'Empoli, culminata con la retrocessione della squadra toscana in Serie B, Orsi venne impiegata con regolarità dall'allenatore Pistolesi, ma partendo prevalentemente dalla panchina.
Nell'estate 2018, a prestito finito, Orsi tornò al Sassuolo. Già nella stagione 2018-2019 venne schierata titolare da Piovani, allenatore delle neroverdi, in un maggior numero di partite. Nella stagione 2019-2020, conclusa anzitempo a causa dell'emergenza sanitaria legata alla pandemia di COVID-19, Orsi fece parte con regolarità della squadra titolare.
Il 18 giugno 2025, Orsi ha annunciato il proprio addio al Sassuolo al termine della stagione 2024-2025, dopo aver collezionato 126 presenze e una rete in maglia neroverde, oltre ad altre 52 presenze e 14 reti con la Reggiana (prima della cessione del titolo sportivo).
L'8 luglio dello stesso anno, si accorda con la Fiorentina, sempre in Serie A, con cui firma un contratto biennale, con opzione per un'altra stagione.

### Nazionale
Benedetta Orsi ha fatto parte delle selezioni giovanili nazionali a partire dalla selezione under 16, per poi passare alla selezione under 17. Orsi fece parte di quest'ultima selezione, guidata da Rita Guarino, che prese parte al Torneo UEFA, svoltosi in Repubblica Ceca nel settembre 2016. In seguito, Orsi venne convocata nella selezione nazionale under 19, prendendo parte alle qualificazioni al campionato europeo 2019 di categoria, sia nella prima fase sia nella fase élite, senza che la nazionale riuscisse a qualificarsi alla fase finale. Sempre con l'under 19 Orsi partecipò al Torneo di La Manga nella primavera 2019.
Orsi venne convocata da Milena Bertolini per la prima volta nella nazionale maggiore nel marzo 2021 in vista di un'amichevole contro l'Islanda, senza però scendere in campo. Ha fatto il suo esordio in nazionale il 16 febbraio 2022, venendo schierata titolare nella prima partita dell'Italia all'Algarve Cup 2022, vinta per 1-0 sulla Danimarca.

## Statistiche

### Presenze e reti nei club
Statistiche aggiornate al 3 maggio 2025.
| Stagione        | Squadra         | Campionato      | Campionato | Campionato | Coppe nazionali | Coppe nazionali | Coppe nazionali | Coppe continentali | Coppe continentali | Coppe continentali | Altre coppe | Altre coppe | Altre coppe | Totale | Totale |
| Stagione        | Squadra         | Comp            | Pres       | Reti       | Comp            | Pres            | Reti            | Comp               | Pres               | Reti               | Comp        | Pres        | Reti        | Pres   | Reti   |
| --------------- | --------------- | --------------- | ---------- | ---------- | --------------- | --------------- | --------------- | ------------------ | ------------------ | ------------------ | ----------- | ----------- | ----------- | ------ | ------ |
| 2014-2015       | Reggiana        | B               | 15         | 4          | CI              | ?               | ?               | -                  | -                  | -                  | -           | -           | -           | 15+    | 4+     |
| 2015-2016       | Reggiana        | B               | 20         | 3          | CI              | ?               | ?               | -                  | -                  | -                  | -           | -           | -           | 20+    | 3+     |
| 2016-2017       | Reggiana        | B               | 17         | 7          | CI              | ?               | ?               | -                  | -                  | -                  | -           | -           | -           | 17+    | 7+     |
| Totale Reggiana | Totale Reggiana | Totale Reggiana | 52         | 14         | -               | 0+              | 0+              | -                  | -                  | -                  | -           | -           | -           | 52+    | 14+    |
| 2017-2018       | Empoli          | A               | 16         | 0          | CI              | 2               | 0               | -                  | -                  | -                  | -           | -           | -           | 18     | 0      |
| 2018-2019       | Sassuolo        | A               | 12         | 0          | CI              | 3               | 0               | -                  | -                  | -                  | -           | -           | -           | 15     | 0      |
| 2019-2020       | Sassuolo        | A               | 13         | 0          | CI              | 1               | 0               | -                  | -                  | -                  | -           | -           | -           | 14     | 0      |
| 2020-2021       | Sassuolo        | A               | 17         | 0          | CI              | 3               | 0               | -                  | -                  | -                  | -           | -           | -           | 20     | 0      |
| 2021-2022       | Sassuolo        | A               | 15         | 1          | CI              | 1               | 0               | -                  | -                  | -                  | SI          | 1           | 0           | 17     | 1      |
| 2022-2023       | Sassuolo        | A               | 17         | 0          | CI              | 2               | 0               | -                  | -                  | -                  | -           | -           | -           | 19     | 0      |
| 2023-2024       | Sassuolo        | A               | 15         | 0          | CI              | 1               | 0               | -                  | -                  | -                  | -           | -           | -           | 16     | 0      |
| 2024-2025       | Sassuolo        | A               | 21         | 0          | CI              | 4               | 0               | -                  | -                  | -                  | -           | -           | -           | 25     | 0      |
| Totale Sassuolo | Totale Sassuolo | Totale Sassuolo | 110        | 1          | -               | 15              | 0               | -                  | -                  | -                  | -           | 1           | 0           | 126    | 1      |
| 2025-2026       | Fiorentina      | A               | -          | -          | CI              | -               | -               | -                  | -                  | -                  | AWC         | -           | -           | -      | -      |
| Totale carriera | Totale carriera | Totale carriera | 178        | 15         | -               | 17+             | 0+              | -                  | -                  | -                  | -           | 1           | 0           | 196+   | 15+    |

### Cronologia presenze e reti in nazionale
| Cronologia completa delle presenze e delle reti in nazionale ― Italia | Cronologia completa delle presenze e delle reti in nazionale ― Italia | Cronologia completa delle presenze e delle reti in nazionale ― Italia | Cronologia completa delle presenze e delle reti in nazionale ― Italia | Cronologia completa delle presenze e delle reti in nazionale ― Italia | Cronologia completa delle presenze e delle reti in nazionale ― Italia | Cronologia completa delle presenze e delle reti in nazionale ― Italia | Cronologia completa delle presenze e delle reti in nazionale ― Italia |
| Data                                                                  | Città                                                                 | In casa                                                               | Risultato                                                             | Ospiti                                                                | Competizione                                                          | Reti                                                                  | Note                                                                  |
| --------------------------------------------------------------------- | --------------------------------------------------------------------- | --------------------------------------------------------------------- | --------------------------------------------------------------------- | --------------------------------------------------------------------- | --------------------------------------------------------------------- | --------------------------------------------------------------------- | --------------------------------------------------------------------- |
| 16-2-2022                                                             | Lagos                                                                 | Danimarca                                                             | 0 – 1                                                                 | Italia                                                                | Algarve Cup 2022 - 1º turno                                           | -                                                                     |                                                                       |
| 20-2-2022                                                             | Faro                                                                  | Italia                                                                | 2 – 1                                                                 | Norvegia                                                              | Algarve Cup 2022 - 1º turno                                           | -                                                                     |                                                                       |
| 23-2-2022                                                             | Lagos                                                                 | Svezia                                                                | 1 – 1 (6 - 5 dtr)                                                     | Italia                                                                | Algarve Cup 2022 - Finale                                             | -                                                                     | 81’                                                                   |
| 16-2-2023                                                             | Milton Keynes                                                         | Italia                                                                | 1 – 2                                                                 | Belgio                                                                | Arnold Clark Cup 2023                                                 | -                                                                     | 67’                                                                   |
| 19-2-2023                                                             | Coventry                                                              | Inghilterra                                                           | 2 – 1                                                                 | Italia                                                                | Arnold Clark Cup 2023                                                 | -                                                                     | 70’                                                                   |
| 22-2-2023                                                             | Bristol                                                               | Corea del Sud                                                         | 1 – 2                                                                 | Italia                                                                | Arnold Clark Cup 2023                                                 | -                                                                     | 46’                                                                   |
| 1-7-2023                                                              | Ferrara                                                               | Italia                                                                | 0 – 0                                                                 | Marocco                                                               | Amichevole                                                            | -                                                                     |                                                                       |
| 14-7-2023                                                             | Auckland                                                              | Nuova Zelanda                                                         | 0 – 1                                                                 | Italia                                                                | Amichevole                                                            | -                                                                     | 55’                                                                   |
| 2-8-2023                                                              | Wellington                                                            | Sudafrica                                                             | 3 – 2                                                                 | Italia                                                                | Mondiali 2023 - Fase a gironi                                         | -                                                                     | 90+10’                                                                |
| Totale                                                                |                                                                       | Presenze                                                              | 9                                                                     |                                                                       | Reti                                                                  | 0                                                                     |                                                                       |

## Palmarès
- Campionato italiano di Serie B: 1

Reggiana: 2016-2017